# 霍尔帕奇
霍尔帕奇，是匈牙利诺格拉德州所辖的一个村。总面积6.72平方公里，总人口172，人口密度25.6人/平方公里（2011年1月1日）。